# 安非他命/アンフェタミン
『安非他命/アンフェタミン』（ 原題：安非他命 、英： Amphetamine ）は、2010年に製作された香港の映画。2010年第60回ベルリン国際映画祭コンペティション部門参加作品。
日本では、2010年（第5回）関西クィア映画祭（9月4日）にて初上映された。

## ストーリー
オーストラリアから香港に戻ったエリート金融マン・ダニエル（白梓軒）は、彼女と別れたばかりの水泳コーチ・カフカ（彭冠期）と出会い、惹かれあった。
カフカは異性愛者で、薬物に手を出すこともあったが、2人は結ばれた。
だが、カフカの痛ましい記憶が2人の関係を変えていった。

## キャスト
- カフカ：彭冠期（バイロン・パン）
- ダニエル：白梓軒（トム・プライス）
- リンダ：梁敏儀 （ウィニー・リョン）
- 蘇梅（スー・メイ）
- 譚諸ﾃ燁（タン・グオイエ）